# Sonja van Kuik
Sonja van Kuik-Pfister (9 maart 1979) is een Nederlandse voormalig wielrenster. Ze reed voor de ploegen Ondernemers Van Nature  en Farm Frites-Hartol. Van Kuik won in 1999 twee etappes in de Franse rittenkoers Trophée d'Or. Tijdens de Nederlandse kampioenschappen baanwielrennen in 2000 won ze de sprint.

## Belangrijkste uitslagen

### Wegwielrennen
1995
 Nederlands kampioenschap op de weg, junior vrouwen
1996
 Nederlands kampioenschap tijdrijden, junior vrouwen
1997
 Nederlands kampioenschap tijdrijden, junior vrouwen
1999
2e en 5e etappe Trophée d'Or
2000
 Nederlands kampioenschap tijdrijden, elite vrouwen
2001
Nederlands clubkampioenschap wielrennen, ploegentijdrit

### Baanwielrennen
| Jaar     | NK                                                | EK       | WK       | Overig   |
| Junioren | Junioren                                          | Junioren | Junioren | Junioren |
| -------- | ------------------------------------------------- | -------- | -------- | -------- |
| 1994     | puntenkoers                                       |          |          |          |
| 1995     | puntenkoers, achtervolging · 500m tijdrit, sprint |          |          |          |
| Elite    |                                                   |          |          |          |
| 2000     | sprint                                            |          |          |          |